# Surveyor 1
Surveyor 1 byla umělá sonda, vyslaná agenturou NASA na Měsíc v roce 1966. V katalogu COSPAR dostala označení 1966-045A.

## Úkol mise
Sonda měla za úkol měkce přistát na povrchu Měsíce a pořídit odtud fotografie. Byla předstupněm programu Apollo, při němž měli astronauti z USA vstoupit na Měsíc a doplňovala souběžné bezpilotní lety programů Lunar Orbiter, Lunar Explorer, Ranger, zčásti i Pioneer.

## Základní údaje
Sonda měla při startu hmotnost 1019 kg, část určená k přistání 281 kg. Měla mj. brzdicí motor, vlastní pohonné hmoty, dvojici radarů, tři řídící trysky, snímací fotografickou aparaturu se dvěma kamerami, parabolickou anténu.

## Průběh mise

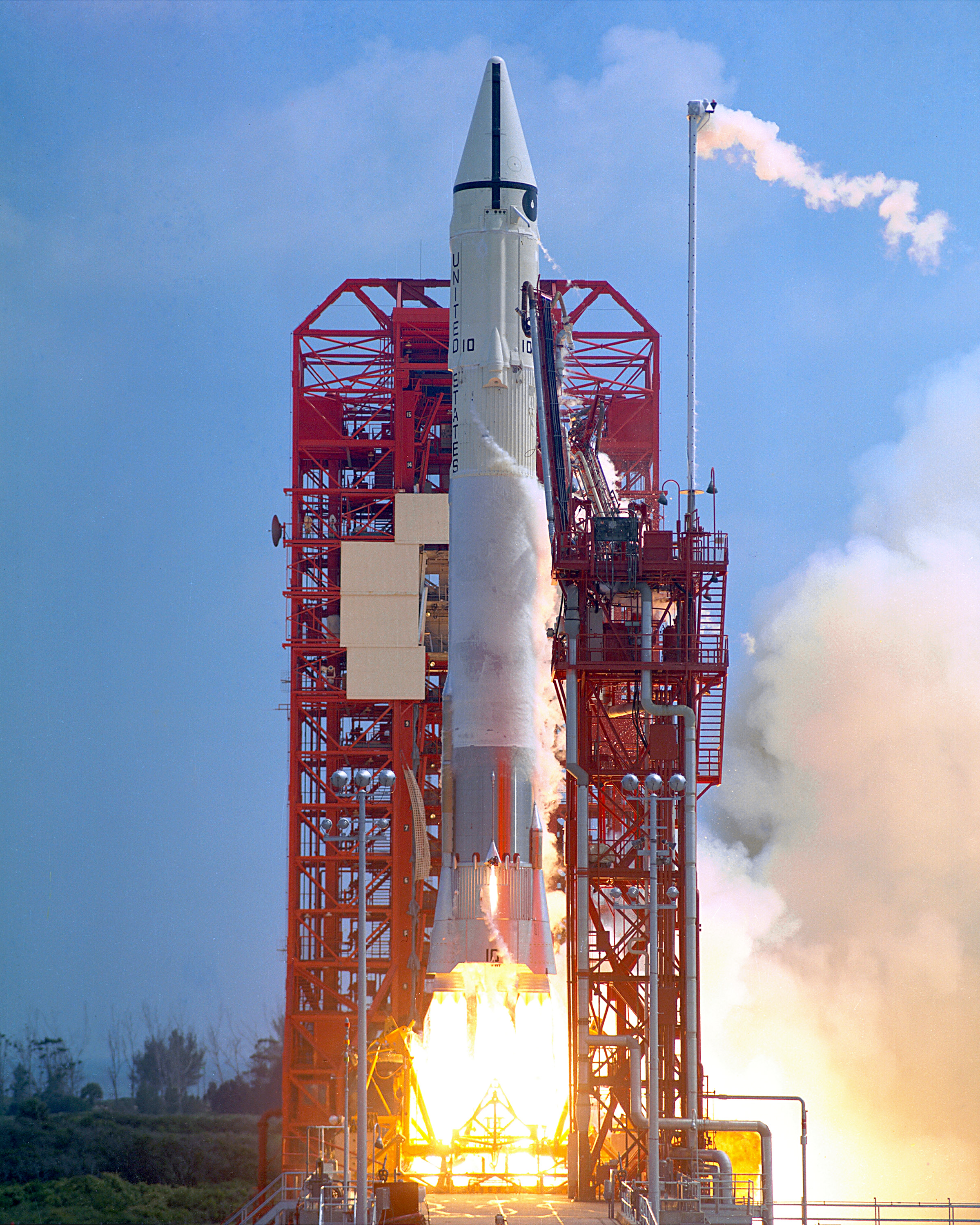
Start sondy Surveyor 1

Raketa Atlas Centaur D se sondou Surveyor odstartovala z mysu Canaveral na Floridě dne 30. května 1966. Den poté byla provedena korekce dráhy. Dne 2. června, po 63 hodinách letu, byl ve výši 85 km nad povrchem Měsíce zapnut brzdicí motor na automatický pokyn z výškoměru. Před přistáním se již nepotřebný motor ve výšce cca 9,2 km od sondy oddělil.

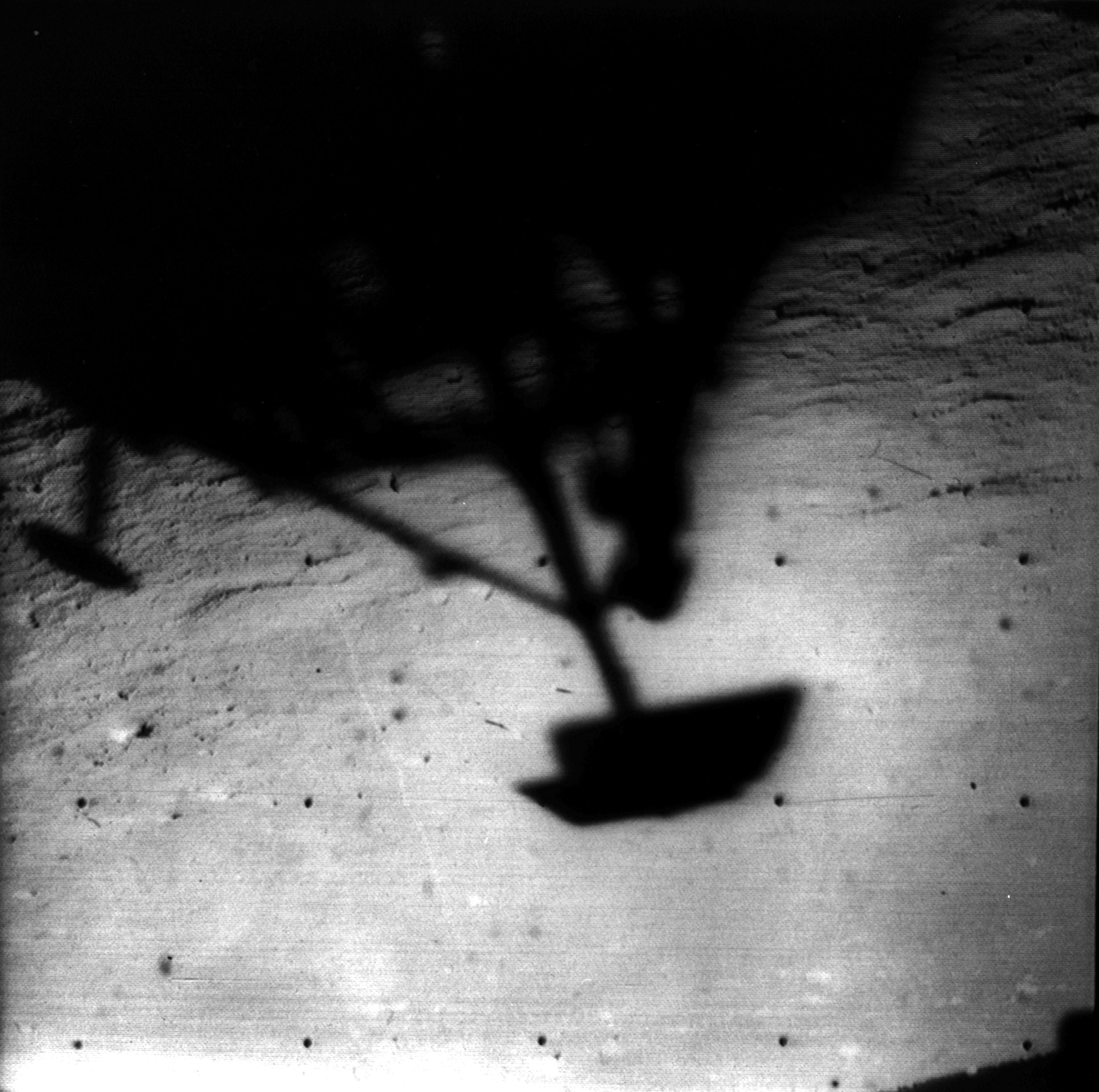
Stín sondy na Měsíci

Poslední přistávací etapu sonda absolvovala s řídícími tryskami, jejich činnost byla korigována radary. Přistála rychlostí asi 3-5 m/sec na povrch Měsíce mezi krátery Flamsteed D, Flamsteed F v oblasti Oceanus Procellarum ráno 2. června 1966 za velkého aplausu řídícího střediska. Ještě tentýž den pořídila tisíce barevných i černobílých snímků a ač se s tím nepočítalo, ve snímkování pokračovala ještě den poté. Na Zemi se dostalo celkem 11 147 snímků.
Mise byla natolik úspěšná, že po ní byl zásadním způsobem celý program Surveyor přepracován. Znamenala také první měkké americké přistání tělesa na Měsíci, když prvenství v prestižním souboji velmocí zaznamenal SSSR se svou Lunou 9 o čtyři měsíce dříve.